# 中国红十字会领导人列表
本列表列出中国红十字会历任领导人。
- 1950年后，历任中华民国红十字会领导人暂未归入本列表。

## 历任会长
|                            | 时间/届数                   | 职务     | 图片   | 人物   | 简介 | 备注                   |
| -------------------------- | --------------------------- | -------- | ------ | ------ | --- | ---------------------- |
| 清 朝                      | 1907年                      | 会长     |        | 吕海寰 | 创始人 | 名称为大清红十字会     |
| 清 朝                      | 1910年                      | 会长     |        | 盛宣怀 | |                        |
| 中 华 民 国 大 陆 时 期    | 1911年                      | 会长     |        | 吕海寰 | | 名称为中国红十字会     |
| 中 华 民 国 大 陆 时 期    | 1912年                      | 会长     |        | 吕海寰 | |                        |
| 中 华 民 国 大 陆 时 期    | 1912年                      | 名誉会长 |        | 袁世凯 | |                        |
| 中 华 民 国 大 陆 时 期    | 1920年                      | 会长     |        | 汪大燮 | |                        |
| 中 华 民 国 大 陆 时 期    | 1920年                      | 名誉会长 |        | 吕海寰 | |                        |
| 中 华 民 国 大 陆 时 期    | 1924年                      | 会长     |        | 颜惠庆 | |                        |
| 中 华 民 国 大 陆 时 期    | 1928年                      | 会长     |        | 颜惠庆 | |                        |
| 中 华 民 国 大 陆 时 期    | 1934年                      | 会长     |        | 王正廷 | | 名称为中华民国红十字会 |
| 中 华 民 国 大 陆 时 期    | 1934年                      | 名誉会长 |        | 蒋中正 | |                        |
| 中 华 民 国 大 陆 时 期    | 1938年                      | 会长     |        | 王正廷 | |                        |
| 中 华 民 国 大 陆 时 期    | 1938年                      | 名誉会长 |        | 蒋中正 | |                        |
| 中 华 民 国 大 陆 时 期    | 1943年                      | 会长     |        | 蒋梦麟 | |                        |
| 中 华 民 国 大 陆 时 期    | 1943年                      | 名誉会长 |        | 蒋中正 | |                        |
| 中 华 民 国 大 陆 时 期    | 1946年                      | 会长     |        | 蒋梦麟 | |                        |
| 中 华 民 国 大 陆 时 期    | 1946年                      | 名誉会长 |        | 蒋中正 | |                        |
| 中 华 人 民 共 和 国 时 期 | 1950年 （第一届）           | 会长     |        | 李德全 | 时任中央人民政府卫生部部长                                                                                         | 名称为中国红十字会     |
| 中 华 人 民 共 和 国 时 期 | 1961年 （第二届）           | 会长     |        | 李德全 | 时任中华人民共和国卫生部部长                                                                                       |                        |
| 中 华 人 民 共 和 国 时 期 | 1961年 （第二届）           | 会长     |        | 钱信忠 | 1965年，钱信忠担任中华人民共和国卫生部部长，同时继任第二届会长                                                     |                        |
| 中 华 人 民 共 和 国 时 期 | 1979年 （第三届）           | 会长     |        | 钱信忠 | 时任中华人民共和国卫生部部长                                                                                       |                        |
| 中 华 人 民 共 和 国 时 期 | 1985年 （第四届）           | 会长     |        | 崔月犁 | 时任中华人民共和国卫生部部长                                                                                       |                        |
| 中 华 人 民 共 和 国 时 期 | 1985年 （第四届）           | 名誉会长 |        | 朱学范 | |                        |
| 中 华 人 民 共 和 国 时 期 | 1985年 （第四届）           | 名誉会长 | 赵朴初 |        | |                        |
| 中 华 人 民 共 和 国 时 期 | 1985年 （第四届）           | 名誉会长 | 钱信忠 |        | |                        |
| 中 华 人 民 共 和 国 时 期 | 1990年 （第五届）           | 会长     |        | 陈敏章 | 时任中华人民共和国卫生部部长                                                                                       |                        |
| 中 华 人 民 共 和 国 时 期 | 1990年 （第五届）           | 名誉会长 |        | 朱学范 | |                        |
| 中 华 人 民 共 和 国 时 期 | 1990年 （第五届）           | 名誉会长 | 赵朴初 |        | |                        |
| 中 华 人 民 共 和 国 时 期 | 1990年 （第五届）           | 名誉会长 | 钱信忠 |        | |                        |
| 中 华 人 民 共 和 国 时 期 | 1990年 （第五届）           | 名誉会长 | 崔月犁 |        | |                        |
| 中 华 人 民 共 和 国 时 期 | 1994年 （第六届）           | 会长     |        | 钱正英 | 时任中国共产党中央委员会委员、中国人民政治协商会议全国委员会副主席、中国人民政治协商会议医药、卫生、体育委员会主任 |                        |
| 中 华 人 民 共 和 国 时 期 | 1994年 （第六届）           | 名誉会长 |        | 江泽民 | 时任中共中央总书记、国家主席、中央军委主席                                                                         |                        |
| 中 华 人 民 共 和 国 时 期 | 1999年 （第七届）           | 会长     |        | 彭珮云 | 时任全国人民代表大会常务委员会副委员长、中华全国妇女联合会主席                                                     |                        |
| 中 华 人 民 共 和 国 时 期 | 1999年 （第七届）           | 名誉会长 |        | 江泽民 | |                        |
| 中 华 人 民 共 和 国 时 期 | 2004年 （第八届）           | 会长     |        | 彭珮云 | 2003年退休，但仍担任中华全国妇女联合会名誉主席、中国红十字会会长等职                                               |                        |
| 中 华 人 民 共 和 国 时 期 | 2004年 （第八届）           | 名誉会长 |        | 胡锦涛 | 时任中共中央总书记、国家主席、中央军委主席                                                                         |                        |
| 中 华 人 民 共 和 国 时 期 | 2009年10月 （第九届）       | 会长     |        | 华建敏 | 时任全国人民代表大会常务委员会副委员长                                                                             |                        |
| 中 华 人 民 共 和 国 时 期 | 2009年10月 （第九届）       | 名誉会长 |        | 胡锦涛 | |                        |
| 中 华 人 民 共 和 国 时 期 | 2015年5月6日 （第十届）     | 会长     |        | 陈竺   | 中华人民共和国全国人民代表大会常务委员会副委员长、末任中华人民共和国卫生部部长                                     |                        |
| 中 华 人 民 共 和 国 时 期 | 2015年5月6日 （第十届）     | 名誉会长 |        | 李源潮 | 中华人民共和国副主席                                                                                               |                        |
| 中 华 人 民 共 和 国 时 期 | 2015年5月6日 （第十届）     | 名誉会长 |        | 王岐山 | 中华人民共和国副主席                                                                                               | 2018年6月29日就任      |
| 中 华 人 民 共 和 国 时 期 | 2019年9月3日 （第十一届）   | 会长     |        | 陈竺   | 中华人民共和国全国人民代表大会常务委员会副委员长（至2023年3月）                                                    |                        |
| 中 华 人 民 共 和 国 时 期 | 2019年9月3日 （第十一届）   | 名誉会长 |        | 王岐山 | 中华人民共和国副主席（至2023年3月）                                                                                |                        |
| 中 华 人 民 共 和 国 时 期 | 2024年10月10日 （第十二届） | 会长     |        | 何维   | 中华人民共和国全国人民代表大会常务委员会副委员长                                                                   |                        |
| 中 华 人 民 共 和 国 时 期 | 2024年10月10日 （第十二届） | 名誉会长 |        | 韩正   | 中华人民共和国副主席                                                                                               |                        |

## 历届领导班子
以下列出1950年以前的历任领导。

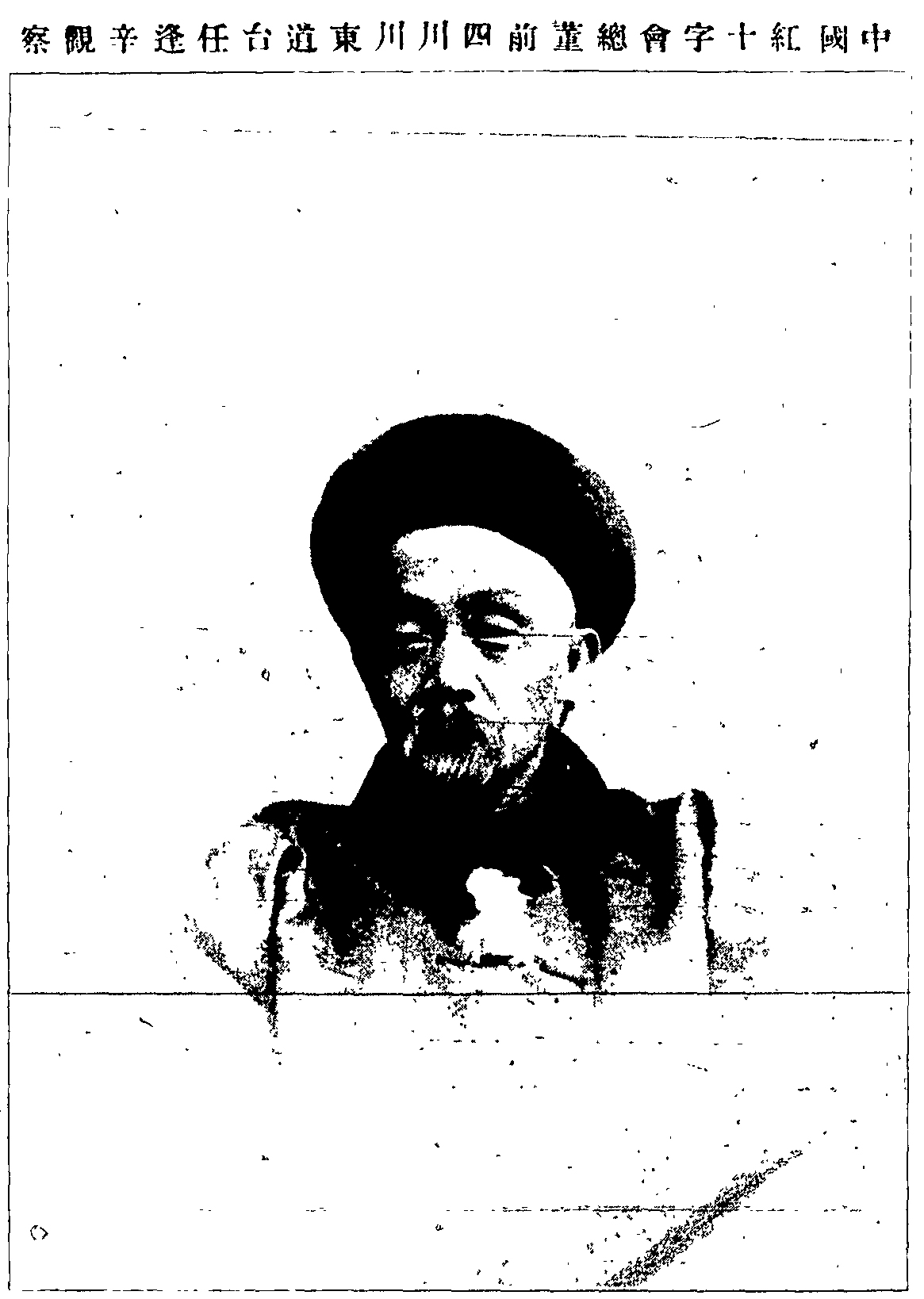
中國紅十字會總董前四川川東道台任逢辛觀察

- 1904年3月10日，万国红十字会上海支会成立。以董事会为最高机构，由45名董事（西董35人、华董10人）组成，在其中推选出9名办事董事，其中西董7名：英刑司威金生、公共租界工部局总董、法租界总董、李提摩太、律师麦尼而、医生巴伦、傅密生；华董2名：沈敦和、施则敬（后增加任锡汾）。[2][3][4]
- 1907年，改为大清红十字会，吕海寰任会长。[4]
- 1910年，盛宣怀继任会长。[4]
- 1912年9月30日，在上海召开全国第一次会员大会，制定会章并组织常委会，选举常议员34人。公举中华民国大总统、副总统为中国红十字会名誉正、副总裁。吕海寰任正会长，沈敦和任副会长兼常议会会长，江绍墀任理事长。[4]
- 1914年，理事长江绍墀辞职，推赵洪藻任理事长。[4]
- 1918年，理事长赵洪藻辞职、推朱煜任理事长。[4]
- 1919年，副会长沈敦和辞职，政府任命蔡廷幹任副会长。[5]
- 1919年，理事长朱煜辞职；推吴宝义继任，旋又辞职，改推唐元湛任理事长。[5]
- 1920年，会长吕海寰辞职，政府任命汪大燮任会长，推吕海寰为名誉会长。[5]
- 1921年，推莊籙任理事长。[5]
- 1922年6月25日，在上海召开全国第二次会员大会，修正章程并改选议员，选举议员48人，公举汪大燮任会长，蔡廷幹任驻京副会长，杨晨任驻沪副会长，推庄籙任理事长。[5]
- 1924年，选举颜惠庆任会长，蔡廷幹任驻京副会长，杨晟任驻沪副会长。[5]
- 1928年，常议会改选颜惠庆任会长，王正廷、虞和德任副会长。[5]
- 1929年，理事长莊籙辞职，公推王培元代理。赠聘18人任常议员，常议会设临时执行委员会。[5]
- 1930年，在上海召开全国第三次会员大会。奉命修改会章，彻底改组。[5]
- 1933年9月，在上海召开各地分会代表会议，重行改组，选举王正廷任会长。[5]
- 1934年，召开理事联席会议，公推王正廷任会长，史量才、刘鸿生任副会长。蒋中正任名誉会长，黄绍竑、吴铁城、颜惠庆、虞洽卿任名誉副会长，聘曹云祥任秘书长。[5]
- 1934年11月13日，副会长史量才遇刺身亡。11月22日，补推杜月笙接替史量才任副会长，在两位副会长中排名第一。[6]
- 1943年，颁布本会战时组织条例，行政院聘蒋梦麟任会长，胡兰生任秘书长。[5]
- 1946年，蒋梦麟蝉联会长，取消监事会，理事会议为最高决策机关。[7]

以下列出1950年以后的历届领导班子。未注明任职时间者，任职时间与该届时间相同。兼职副会长注明任职时间。

### 第一届
- 任期：1950年8月－1961年10月
- 会长：李德全
- 副会长：彭泽民、刘鸿生、熊瑾玎、胡兰生
- 秘书长：胡兰生（兼）
- 副秘书长：林士笑、倪斐君[8]

### 第二届
- 任期：1961年10月－1979年2月
- 会长：李德全
- 副会长：伍云甫、赵朴初、熊瑾玎、刘清扬（1962年或1963年补选）
- 秘书长：彭炎
- 副秘书长：倪斐君[9]

1965年调整后：
- 会长：钱信忠
- 副会长：伍云甫、刘清扬、熊瑾玎、赵朴初、彭炎、孟谦
- 秘书长：彭炎（兼）
- 副秘书长：倪斐君、王敏[10]

### 第三届
- 任期：1979年2月－1985年6月
- 会长：钱信忠
- 副会长：杨纯、沈其震、赵朴初、彭炎、熊天荆、龚普生、孟谦、王肇元、邓启修、魏龙骧、顾锦心、王仪、刘鹏飞、王敏。
- 秘书长：王敏（兼）
- 副秘书长：吴日承[11]

### 第四届
- 任期：1985年6月－1990年2月
- 名誉会长：朱学范、赵朴初、钱信忠
- 会长：崔月犁
- 常务副会长、党组书记：谭云鹤
- 副会长：章明、沈辰、何理良、蔡壬癸
- 秘书长：蔡壬癸
- 副秘书长：范雨田、曲折[12]

### 第五届
- 任期：1990年2月－1994年4月
- 名誉会长：朱学范、赵朴初、钱信忠、崔月犁
- 顾问：谭云鹤
- 会长：陈敏章
- 常务副会长、党组书记：顾英奇
- 副会长：
  - 张德江（兼职，民政部副部长）（1990年2月－1990年）
  - 邹时炎（兼职，国家教委副主任）
  - 郝长元（兼职，总政治部副秘书长）（1990年2月－1991年5月逝世）
  - 孙柏秋（专职）
- 秘书长：韩长林
- 副秘书长：曲折[12]

### 第六届
- 任期：1994年4月－1999年10月
- 名誉会长：江泽民[13]
- 名誉副会长：赵朴初、王光英、李沛瑶（1996年逝世）、钱信忠、崔月犁、陈敏章、何鲁丽（1996年补选）
- 会长：钱正英
- 常务副会长、党组书记：顾英奇
- 副会长
  - 范宝俊（兼职，民政部副部长）
  - 杨崇春（兼职，国家税务总局副局长）
  - 林炎志（兼职，国家教委党组成员）
  - 孙柏秋（专职）
  - 曲折（专职）
- 秘书长
  - 李长明[14][15]

### 第七届
- 任期：1999年10月－2004年10月
- 名誉会长：江泽民
- 名誉副会长：赵朴初（2000年逝世）、王光英、何鲁丽、钱信忠、钱正英、张文康
- 会长：彭珮云
- 常务副会长、党组书记：王立忠
- 副会长：孙爱明
- 秘书长：苏菊香
- 副秘书长：汤声闻[16][15]

### 第八届
- 任期：2004年10月－2009年10月
- 名誉会长：胡锦涛
- 名誉副会长：司马义·艾买提、何鲁丽、韩启德、傅铁山（2007年逝世）、黄孟复、张怀西
- 会长：彭珮云[17]
- 常务副会长、党组书记：江亦曼[18]
- 副会长：
  - 苏菊香（党组成员）
  - 郭长江（党组成员）
  - 朱庆生（兼职，卫生部副部长）（2004年10月－2005年1月）
  - 姜力（兼职，民政部副部长）（2004年10月－2009年）
  - 赵沁平（兼职，教育部副部长）（2004年10月－2009年2月）
  - 肖捷（兼职，财政部副部长）（2004年10月－2005年7月）
  - 沈国放（兼职，外交部副部长）（2004年10月－2005年12月）[19]
  - 崔天凯（兼职，外交部副部长）（2005年12月－2009年10月）
  - 陈小娅（兼职，教育部副部长）（2009年2月－2009年10月）
  - 王军（兼职，财政部副部长）（2005年7月－2009年10月）
  - 马晓伟（兼职，卫生部副部长）（2005年1月－2009年10月）[20]
- 秘书长：
  - 郭长江（2004年10月－2006年1月）
  - 王海京（2006年1月－2009年10月）

### 第九届
- 任期：2009年10月－2015年5月6日
- 名誉会长：胡锦涛
- 名誉副会长：韩启德、桑国卫、黄孟复、张榕明、李金华[21]
- 会长：华建敏
- 常务副会长、党组书记：
  - 王伟（2009年10月－2011年10月）[22]
  - 赵白鸽（2011年10月－2014年9月）[23]
  - 徐科（2014年9月－）[21]
- 副会长：
  - 郭长江（党组副书记）
  - 郝林娜（党组成员）
  - 王海京（党组成员）
  - 王汝鹏（党组成员）（2013年－）[24][21]
  - 何亚非（兼职，外交部副部长）（2009年10月－2011年10月）
  - 朱之鑫（兼职，国家发改委副主任）（2009年10月－）
  - 陈小娅（兼职，教育部副部长）（2009年10月－2011年10月）
  - 窦玉沛（兼职，民政部副部长）（2009年10月－）
  - 王军（兼职，财政部副部长）（2009年10月－2012年12月）
  - 马晓伟（兼职，国家卫计委副主任）（2009年10月－）[25]
  - 吴海龙（兼职，外交部部长助理）（2011年10月－2012年12月）[26]
  - 郝平（兼职，教育部副部长）（2011年10月－）[26]
  - 王伟（兼职）（2011年10月－）[21][26]
  - 马朝旭（兼职，外交部部长助理）（2012年12月－）[27]
  - 王保安（兼职，财政部副部长）（2012年12月－）[27]
- 秘书长
  - 王汝鹏（2009年10月－）

### 第十届
- 任期：2015年5月6日－2019年9月3日
- 名誉会长：李源潮 → 王岐山
- 名誉副会长：韩启德
- 会长：陈竺
- 常务副会长、党组书记：徐科 → 梁惠玲
- 副会长：
  - 李保东（兼职，外交部副部长）
  - 胡祖才（兼职，国家发展和改革委员会副主任）
  - 郝平（兼职，教育部副部长）
  - 邹铭（兼职，民政部副部长）
  - 王保安（兼职，国家统计局局长）
  - 马晓伟（兼职，国家卫生和计划生育委员会副主任）
  - 郭长江
  - 郝林娜
  - 王海京
  - 王汝鹏
- 秘书长：王汝鹏[28]

### 第十一届
- 任期：2019年9月3日－2024年10月10日
- 名誉会长：王岐山
- 名誉副会长：韩启德
- 会长：陈竺
- 常务副会长、党组书记：梁惠玲→王可
- 副会长：
  - 马朝旭（兼职）
  - 钟登华（兼职）
  - 余蔚平（兼职）
  - 王贺胜（兼职）
  - 郑国光（兼职）
  - 王平
  - 尹德明
  - 孙硕鹏
  - 于福龙
  - 白岩松（兼职）
  - 周学文（兼职）
- 秘书长：王平[29][30]

### 第十二届
- 任期：2024年10月10日－
- 名誉会长：韩正
- 会长：何维
- 党组书记、常务副会长：王可
- 副会长：
  - 苗得雨（兼职，至2025年6月为外交部部长助理，2025年6月起为外交部副部长）
  - 王嘉毅（兼职，教育部副部长）
  - 李保俊（兼职，民政部副部长；至2025年7月）
  - 李常官（兼职，民政部副部长；2025年7月起）
  - 宋其超（兼职，财政部副部长；至2025年7月）
  - 刘金峰（兼职，国家卫生健康委员会副主任）
  - 王道席（兼职，应急管理部副部长、水利部副部长）
  - 孙硕鹏（至2025年7月）
  - 李立东（兼秘书长）
  - 王斌
  - 舒惠好（兼职，财政部部长助理；2025年7月起）
  - 梁宇（挂职）
  - 白岩松（兼职）
- 秘书长：李立东（副会长兼）
- 监事长：尚锐（兼职，审计署副审计长、中央审计委员会办公室秘书局局长）
- 副监事长：张晓彬